# Euophrys
Euophrys är ett släkte av spindlar som beskrevs av C. L Koch 1834. Euophrys ingår i familjen hoppspindlar.

## Dottertaxa tillEuophrys, i alfabetisk ordning[1][2]
- Euophrys acripes
- Euophrys alabardata
- Euophrys albimana
- Euophrys albopalpalis
- Euophrys altera
- Euophrys alticola
- Euophrys a-notata
- Euophrys astuta
- Euophrys atrata
- Euophrys auricolor
- Euophrys aurifrons
- Euophrys baliola
- Euophrys banksi
- Euophrys bifoveolata
- Euophrys brunnescens
- Euophrys bryophila
- Euophrys bulbus
- Euophrys canariensis
- Euophrys catherinae
- Euophrys concolorata
- Euophrys convergentis
- Euophrys cooki
- Euophrys crux
- Euophrys declivis
- Euophrys dhaulagirica
- Euophrys difficilis
- Euophrys domesticus
- Euophrys evae
- Euophrys everestensis
- Euophrys ferrumequinum
- Euophrys flavoater
- Euophrys flordellago
- Euophrys frontalis
- Euophrys fucata
- Euophrys gambosa
- Euophrys gibberula
- Euophrys granulata
- Euophrys hamata
- Euophrys heliophaniformis
- Euophrys herbigrada
- Euophrys incompta
- Euophrys infausta
- Euophrys innotata
- Euophrys jirica
- Euophrys kataokai
- Euophrys kawkaban
- Euophrys kirghizica
- Euophrys kittenbergeri
- Euophrys kororensis
- Euophrys laetata
- Euophrys larvata
- Euophrys leipoldti
- Euophrys leucopalpis
- Euophrys leucostigma
- Euophrys littoralis
- Euophrys lunata
- Euophrys luteolineata
- Euophrys manicata
- Euophrys mapuche
- Euophrys marmarica
- Euophrys maura
- Euophrys megastyla
- Euophrys melanoleuca
- Euophrys menemerella
- Euophrys minuta
- Euophrys monadnock
- Euophrys mottli
- Euophrys namulinensis
- Euophrys nanchonensis
- Euophrys nangqianensis
- Euophrys nearctica
- Euophrys nepalica
- Euophrys newtoni
- Euophrys nigrescens
- Euophrys nigripalpis
- Euophrys nigritarsis
- Euophrys nigromaculata
- Euophrys omnisupertes
- Euophrys parvula
- Euophrys patagonica
- Euophrys patellaris
- Euophrys pehuenche
- Euophrys pelzelni
- Euophrys peruviana
- Euophrys pexa
- Euophrys poloi
- Euophrys proszynskii
- Euophrys pseudogambosa
- Euophrys pulchella
- Euophrys purcelli
- Euophrys quadricolor
- Euophrys quadripunctata
- Euophrys quadrispinosa
- Euophrys rapida
- Euophrys rosenhaueri
- Euophrys rubiginosa
- Euophrys rubroclypea
- Euophrys rufa
- Euophrys rufibarbis
- Euophrys rufimana
- Euophrys rusticana
- Euophrys saitiformis
- Euophrys salomonis
- Euophrys sanctimatei
- Euophrys sedula
- Euophrys semirufa
- Euophrys sima
- Euophrys sinapicolor
- Euophrys skalanicus
- Euophrys striolata
- Euophrys sulphurea
- Euophrys sutrix
- Euophrys talassica
- Euophrys tehuelche
- Euophrys terrestris
- Euophrys testaceozonata
- Euophrys turkmenica
- Euophrys uralensis
- Euophrys valens
- Euophrys wanyan
- Euophrys wenxianensis
- Euophrys vestita
- Euophrys vittata
- Euophrys ysoboli
- Euophrys yulungensis